# Xenia Knoll
Xenia Knoll (* 2. September 1992 in Biel) ist eine Schweizer Tennisspielerin.

## Karriere
Xenia Knoll begann im Alter von fünf Jahren mit dem Tennisspielen. Sie gewann auf dem ITF Women’s Circuit bisher vier Einzel- und 32 Doppeltitel.
Ihre erste Hauptfeldteilnahme auf der WTA Tour gelang ihr beim Budapest Grand Prix 2013; sie unterlag dort in der ersten Runde Shahar Peer. Ihren ersten WTA-Titel gewann sie im April 2016 beim Turnier in Rabat an der Seite von Aleksandra Krunić.
Im Februar 2015 hatte sie beim 3:1-Sieg des Teams über Schweden ihren bislang einzigen Einsatz für die Schweizer Fed-Cup-Mannschaft, sie verlor dieses Spiel.
Ihre besten Weltranglistenpositionen erreichte sie im März 2015 mit Platz 254 im Einzel und im April 2017 mit Platz 40 im Doppel.

## Turniersiege

### Einzel
| Nr. | Datum             | Turnier             | Kategorie   | Belag             | Finalgegnerin   | Ergebnis      |
| --- | ----------------- | ------------------- | ----------- | ----------------- | --------------- | ------------- |
| 1.  | 26. Mai 2013      | Timișoara           | ITF $10.000 | Sand              | Bianca Hincu    | 3:6, 6:2, 7:5 |
| 2.  | 8. September 2013 | Belgrad             | ITF $10.000 | Sand              | Natalija Kostić | 6:3, 6:3      |
| 3.  | 4. November 2018  | Iraklio             | ITF $15.000 | Sand              | Ani Wangelowa   | 6:2, 7:5      |
| 4.  | 6. Oktober 2019   | Andrézieux-Bouthéon | ITF W15     | Hartplatz (Halle) | Manon Léonard   | 6:0, 7:5      |

### Doppel
| Nr. | Datum              | Turnier        | Kategorie         | Belag             | Partnerin                | Finalgegnerinnen                       | Ergebnis           |
| --- | ------------------ | -------------- | ----------------- | ----------------- | ------------------------ | -------------------------------------- | ------------------ |
| 1.  | 26. Juni 2009      | Davos          | ITF $10.000       | Sand              | Amra Sadikovic           | Marcella Koek Lisa Sabino              | 7:5, 6:1           |
| 2.  | 19. März 2010      | Wetzikon       | ITF $10.000       | Teppich (Halle)   | Amra Sadikovic           | Simona Dobrá Tereza Hladiková          | 6:4, 7:65          |
| 3.  | 6. November 2010   | Stockholm      | ITF $10.000       | Hartplatz (Halle) | Lara Michel              | Karen Barbat Anna Berta                | 6:3, 6:3           |
| 4.  | 19. März 2011      | Fällanden      | ITF $10.000       | Teppich (Halle)   | Amra Sadikovic           | Dalila Jakupović Anja Prislan          | 6:3, 6:3           |
| 5.  | 3. September 2011  | Trimbach       | ITF $10.000       | Sand              | Christina Shakovets      | Marisa Gianotti Kateřina Kramperová    | 6:3, 7:65          |
| 6.  | 31. März 2012      | Fällanden      | ITF $10.000       | Teppich (Halle)   | Amra Sadikovic           | Lara Michel Emily Webley-Smith         | 6:73, 6:4, [12:10] |
| 7.  | 22. Februar 2013   | Kreuzlingen    | ITF $10.000       | Teppich (Halle)   | Timea Bacsinszky         | Matea Mezak Silvia Njirić              | 6:3, 6:2           |
| 8.  | 21. September 2013 | Dobritsch      | ITF $25.000       | Sand              | Teodora Mirčić           | Isabella Schinikowa Dalia Zafirova     | 7:5, 7:65          |
| 9.  | 3. Oktober 2013    | Budapest       | ITF $25.000       | Sand              | Timea Bacsinszky         | Réka Luca Jani Weronika Kapschaj       | 7:63, 6:2          |
| 10. | 30. Mai 2014       | Moskau         | ITF $25.000       | Sand              | Anna Danilina            | Jekaterina Bytschkowa Jewgenija Rodina | 6:3, 6:2           |
| 11. | 5. September 2014  | Moskau         | ITF $25.000       | Sand              | Anna Danilina            | Walentina Iwachnenko Julija Kalabina   | 6:1, 4:6, [10:6]   |
| 12. | 12. September 2014 | Moskau         | ITF $25.000       | Sand              | Weronika Kudermetowa     | Alexandra Artamonova Polina Monowa     | 7:610, 7:5         |
| 13. | 30. Oktober 2014   | Istanbul       | ITF $25.000       | Hartplatz (Halle) | İpek Soylu               | Ayla Aksu Muge Topsel                  | 6:2, 6:4           |
| 14. | 8. November 2014   | Bath           | ITF $25.000       | Hartplatz (Halle) | Lesley Kerkhove          | Barbara Bonić Pemra Özgen              | 6:3, 6:1           |
| 15. | 14. Juni 2015      | Surbiton       | ITF $50.000       | Rasen             | Ljudmyla Kitschenok      | Tara Moore Nicola Slater               | 7:66, 6:3          |
| 16. | 20. Juni 2015      | Ystad          | ITF $25.000       | Sand              | Cornelia Lister          | Conny Perrin Chanel Simmonds           | 7:5, 7:65          |
| 17. | 11. Juli 2015      | Turin          | ITF $25.000       | Sand              | Alice Matteucci          | Susanne Celik Diāna Marcinkēviča       | 6:2, 7:5           |
| 18. | 17. Juli 2015      | Imola          | ITF $25.000       | Teppich           | Claudia Giovine          | Despina Papamichail Bernarda Pera      | 7:5, 6:2           |
| 19. | 20. November 2015  | Shrewsbury     | ITF $25.000       | Hartplatz (Halle) | Alice Matteucci          | Lesley Kerkhove Quirine Lemoine        | 3:6, 6:3, [10:3]   |
| 20. | 20. Februar 2016   | Altenkirchen   | ITF $25.000       | Teppich (Halle)   | Ysaline Bonaventure      | Deniz Khazaniuk Marija Marfutina       | 6:1, 6:4           |
| 21. | 29. April 2016     | Rabat          | WTA International | Sand              | Aleksandra Krunić        | Tatjana Maria Ioana Raluca Olaru       | 6:3, 6:0           |
| 22. | 5. Juni 2016       | Bol            | WTA Challenger    | Sand              | Petra Martić             | Raluca Olaru İpek Soylu                | 6:3, 6:2           |
| 23. | 17. Juli 2016      | Gstaad         | WTA International | Sand              | Lara Arruabarrena Vecino | Annika Beck Jewgenija Rodina           | 6:1, 3:6, [10:8]   |
| 24. | 18. August 2017    | Montreux       | ITF $25.000       | Sand              | Amra Sadikovic           | Michaela Hončová Isabella Schinikowa   | 6:2, 7:5           |
| 25. | 17. März 2018      | Antalya        | ITF $15.000       | Sand              | Cornelia Lister          | Amina Anschba Xenija Palkina           | 6:0, 5:7, [10:8]   |
| 26. | 11. Mai 2019       | Cagnes-sur-Mer | ITF W80           | Sand              | Anna Blinkowa            | Beatriz Haddad Maia Luisa Stefani      | 4:6, 6:2, [14:12]  |
| 27. | 18. Mai 2019       | Trnava         | ITF W100          | Sand              | Anna Blinkowa            | Cornelia Lister Renata Voráčová        | 7:5, 7:5           |
| 28. | 30. August 2019    | Verbier        | ITF W25           | Sand              | Simona Waltert           | İpek Soylu Kathinka von Deichmann      | 6:4, 6:3           |
| 29. | 7. September 2019  | Montreux       | ITF W60           | Sand              | Mandy Minella            | Conny Perrin Ylena In-Albon            | 6:3, 6:4           |
| 30. | 18. September 2021 | Dijon          | ITF W15           | Sand              | Naïma Karamoko           | Amarissa Tóth Lucie Wargnier           | 6:2, 6:2           |
| 31. | 20. November 2021  | Petingen       | ITF W25           | Hartplatz (Halle) | Joanne Züger             | Julie Belgraver Lucie Nguyen Tan       | 6:3, 6:3           |
| 32. | 25. Februar 2022   | Mâcon          | ITF W25           | Hartplatz (Halle) | Andreea Mitu             | Emily Appleton Ali Collins             | 6:1, 6:1           |
| 33. | 7. Mai 2022        | Koper          | ITF W60           | Sand              | Samantha Murray Sharan   | Conny Perrin Joanne Züger              | 6:3, 6:2           |
| 34. | 26. November 2022  | Petingen       | ITF W25           | Hartplatz (Halle) | Magali Kempen            | Bibiane Schoofs Rosalie van der Hoek   | 6:0, 6:4           |
| 35. | 25. Februar 2023   | Mâcon          | ITF W40           | Hartplatz (Halle) | Magali Kempen            | Darja Astachowa Prarthana Thombare     | 6:3, 6:4           |

## Abschneiden bei Grand-Slam-Turnieren

### Doppel
| Turnier         | 2016 | 2017 | 2018 | 2019 | 2020 | Karriere |
| --------------- | ---- | ---- | ---- | ---- | ---- | -------- |
| Australian Open | —    | —    | 1    | —    | —    | 1        |
| French Open     | 1    | 1    | 1    | 2    | 1    | 2        |
| Wimbledon       | 2    | 1    | 1    | 1    |      | 2        |
| US Open         | 1    | 1    | 1    | —    | —    | 1        |

## Weltranglistenpositionen am Saisonende
| Jahr   | 2009 | 2010 | 2011 | 2012 | 2013 | 2014 | 2015 | 2016 | 2017 | 2018 | 2019 | 2020 | 2021 | 2022 |
| ------ | ---- | ---- | ---- | ---- | ---- | ---- | ---- | ---- | ---- | ---- | ---- | ---- | ---- | ---- |
| Einzel | 857  | 884  | 557  | 757  | 369  | 275  | 356  | 609  | 794  | 919  | 690  | 902  | 1178 | —    |
| Doppel | —    | —    | 615  | 436  | 270  | 176  | 125  | 53   | 60   | 71   | 86   | 89   | 256  | 182  |